# HD184919
HD184919 — хімічно пекулярна зоря спектрального класу A2, що має видиму зоряну величину в смузі V приблизно  9,3.
Вона  розташована на відстані близько 931,9 світлових років від Сонця.